# Ruta 203-CH
Ruta CH-203 es una Carretera Chilena que abarca la Región de Los Ríos en el Sur de Chile. La Ruta se inicia en Lanco y finaliza en el Paso Fronterizo Hua Hum, a 659 m s. n. m. Gran parte de su trazado comprende el Proyecto Turístico Ruta Interlagos.

## Áreas geográficas y urbanas
- kilómetro 0 Autopista de los Ríos.
- Kilómetro 3 al 5: Lanco
- Kilómetro 28 al 30: Malalhue
- Kilómetro 36 y 37: Melefquén
- kilómetro 49 Comuna de Panguipulli.
- Kilómetro 105 y 106: Neltume
- kilómetro 112 Puerto Fuy.
- kilómetro 142 Paso Fronterizo Hua Hum.

## Aduanas
- Complejo Fronterizo Huahum Emplazado entre extensos campos y bosques a 659 metros.
- Documentos Aduanas Chile, Servicio Agrícola Ganadero, Policía de Investigaciones y Carabineros.
- Horario El horario de atención en verano es de 8 a 20 horas y en invierno es de 8 a 19 horas.

## Sectores en Ruta (Enlaces)
- Kilómetro 0: Lanco, Autopista Ruta de los Ríos Cruce Ruta 5 km 770 (Desde y hacia el norte) y 773 (Desde y hacia el sur)
- Kilómetro 1: Troltrohue
- Kilómetro 3 al 5: Lanco
- Kilómetro 6 La Isla
- Kilómetro 11 Purulón
- Kilómetro 15 Salto del Agua
- Kilómetro 16 Puquiñe, El Salto
- Kilómetro 21 La Peña
- Kilómetro 22 Estación Aylin, Sotillo
- Kilómetro 25: Quilche
- Kilómetro 26 Hondonada
- Kilómetro 26: Nihual
- Kilómetro 26 Quilche, Villorrio
- Kilómetro 27: Alhuemanque
- Kilómetro 28 al 30 Malalhue
- Kilómetro 30: Curaco
- Kilómetro 32: Límite Comunal Lanco-Panguipulli
- Kilómetro 36 y 37 Melefquén
- Kilómetro 36: Covadonga, Duero
- Kilómetro 38: Huerquehue
- Kilómetro 40: Curaco
- Kilómetro 43: Huellahue
- Kilómetro 44: Chinquihuilcún
- Kilómetro 45 Calafquén, Lican Ray, Villarrica, Pucón
- Kilómetro 46 y 52 Ancacomoe, Coz Coz
- Kilómetro 48 Los Lagos, Antilhue, Riñihue, Futrono
- Kilómetro 50 Panguipulli
- Kilómetro 56: Lican Ray, Calafquén
- Kilómetro 57: Coz Coz
- Kilómetro 59: Cruce Pullinque, Para ir a Coñaripe, Liquiñe, Lican Ray, Villarrica y Pucón siga derecho (Ruta 201 CH). Para ir a Choshuenco, Puerto Fuy, Reserva Biológica Huilo Huilo y Neltume virar derecha
- Kilómetro 59: Playa Coz Coz
- Kilómetro 60: Cayumapu Bajo
- Kilómetro 64: Coihueco
- Kilómetro 64: Cayumapu Alto, Releco
- Kilómetro 68: Curaco
- Kilómetro 78: Mirador Rucatrehua
- Kilómetro 80: Mirador Isla Gabriela
- Kilómetro 81: Mirador Puñir
- Kilómetro 85: Mirador Toledo
- Kilómetro 96: Cruce Choshuenco, Para ir a Neltume, Puerto Fuy, San Martín de Los Andes y Reserva Biológica Huilo Huilo virar izquierda, para ir a Choshuenco, virar derecha.
- Kilómetro 101: Liquiñe
- Kilómetro 102 al 112: Reserva Biológica Huilo Huilo
- Kilómetro 104: Salto Huilo Huilo
- Kilómetro 105 y 106: Neltume
- Kilómetro 110: Restaurant y Cervecería Petermann, Nothofagus Hotel.
- Kilómetro 112: Puerto Fuy

## Sectores de la Ruta
- Lanco·Puerto Fuy Carretera Pavimentada
- Lago Pirehueico Barcaza, Transbordo de 90 minutos.
- Puerto Pirehueico·Paso Fronterizo Huahum Carretera Ripiada.

## Puentes
Kilómetro 1: Puente Leufucade 1
Kilómetro 2: Puente Leufucade 2
Kilómetro 16 Puente Salto del Agua
Kilómetro 25 Puente Quilche
Kilómetro 30 Puente Contra (Salida Malalhue)
Kilómetro 37 Puente Melefquén
Kilómetro 60 Puente Huenehue 
Kilómetro 69: Puente Curaco 
Kilómetro 71: Puente Niltre 
Kilómetro 75: Puente Llamué 
Kilómetro 78: Puente Rucatrehua 
Kilómetro 82: Puente Puñir 
Kilómetro 83: Puente Toledo 
Kilómetro 90: Puente Blanco 
Kilómetro 91: Puente Paillahuinte 
Kilómetro 96: Puente Llanquihue 
Kilómetro 97: Puente Punahue 
Kilómetro 100: Puente Truful 
Kilómetro 100: Puente Huilo Huilo 

Kilómetro 102: Puente Llallalca  
- Datos: Q625370